# Jenčič
Jenčič je priimek v Sloveniji, ki ga je po podatkih Statističnega urada Republike Slovenije na dan 1. januarja 2010 uporabljalo 67 oseb.

## Znani nosilci priimka
- Angel(c)a Jenčič Janko (Angela Janko-Jenčič) (1929-2004), igralka
- Beba Jenčič (1948–2016), umetnostna zgodovinarka in muzealka
- Franc (pl.) Jenčič (1880–1945), gozdar ?
- Franc Jenčič (1910–1985), kemik, inovator
- Igor Jenčič (*1958), jedrski fizik
- Jela Jenčič (1918–72), slavistka, sodelavka SAZU
- Lučka Jenčič (-Kandus) (1949–2018), literarna prevajalka, urednica in publicistka
- Mihael Jenčič (*1946), odvetnik in politik
- Milan Jenčič (1908–1993), inženir, podjetnik?
- Raoul Jenčič (1922–1995), agronom, univ. profesor
- Salvislav Jenčič (1891–1968), kemik (izr. prof. UL pred 2.sv.v.)
- Milan Jenčič (1908–1993), inženir na Hrvaškem
- Samo Jenčič - Čupi (*1958), gozdar, naravovarstvenik, ilustrator, likovni umetnik
- Vlasta Jenčič (*1953), veterinarka